# Fjodor Iwanowitsch Kowschenkow
Fjodor Iwanowitsch Kowschenkow (russisch Фёдор Иванович Ковшенков; * 1785 in St. Petersburg; † 26. Novemberjul. / 8. Dezember 1850greg. ebenda) war ein russischer Bildhauer.

## Leben

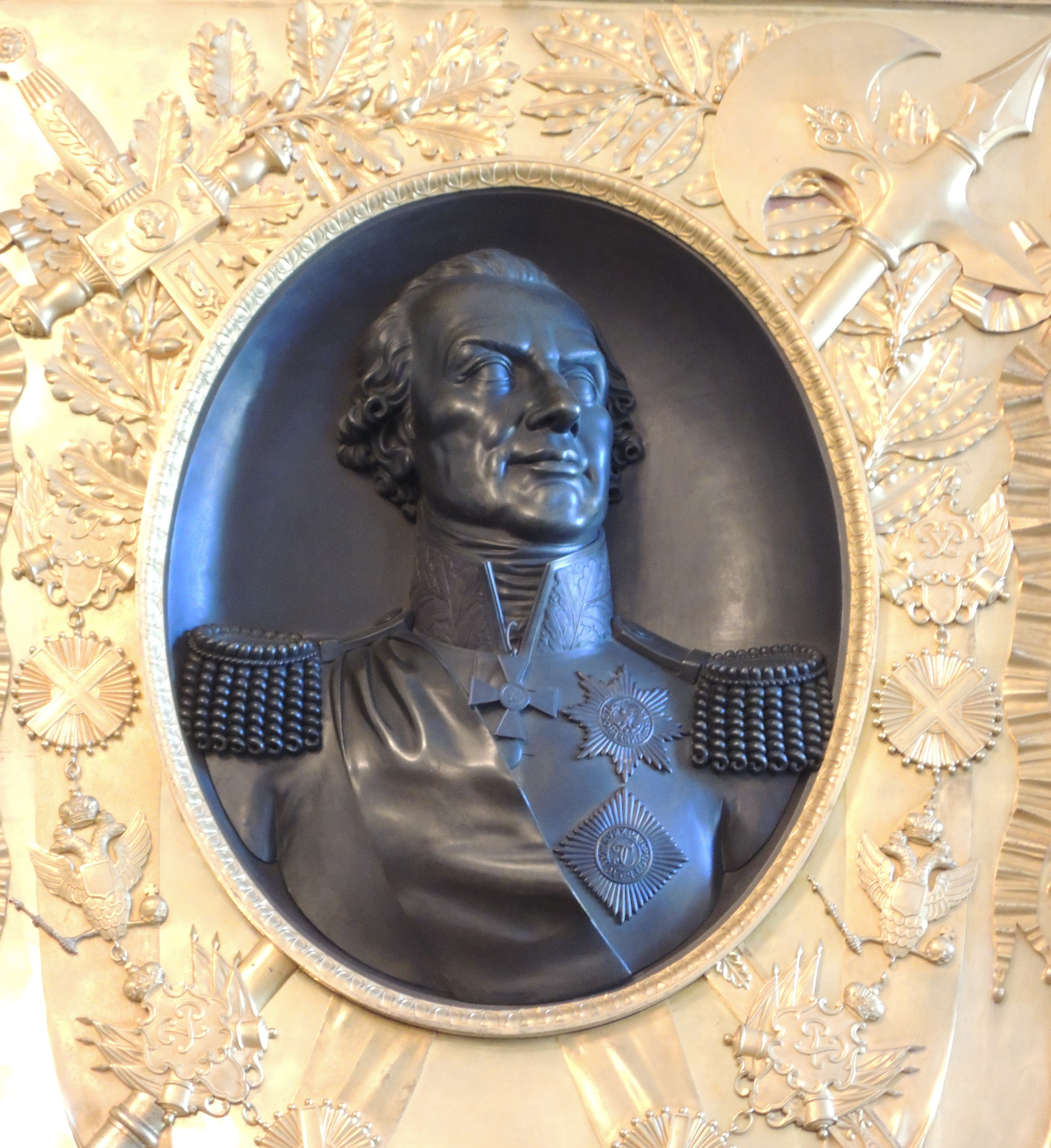

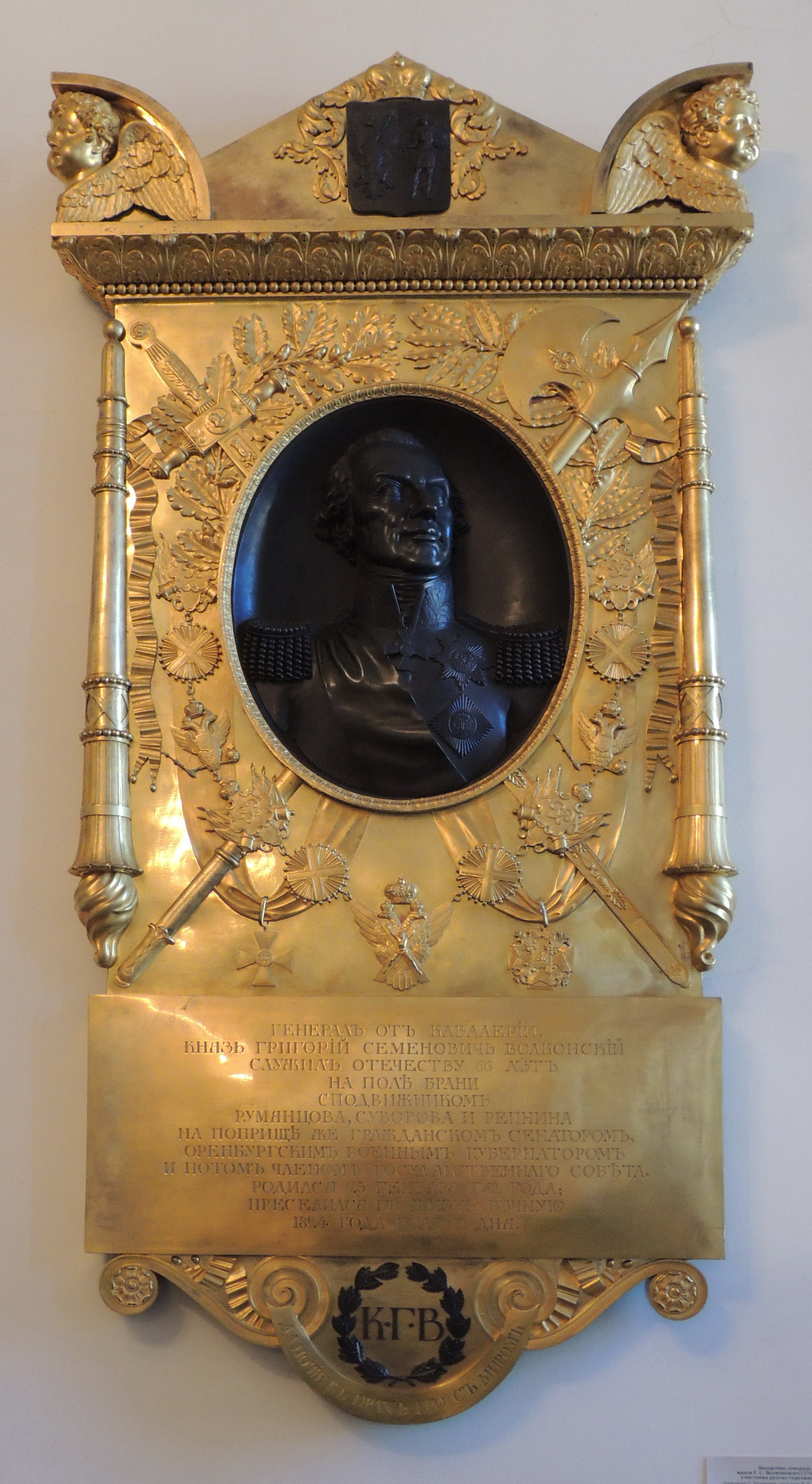
Wolkonski-Epitaph, Verkündigungskirche, Alexander-Newski-Kloster, St. Petersburg

Kowschenkow war Leibeigener der Grundherrin Annenkowa. Er bildete sich selbst, interessierte sich für Kunst und arbeitete in einer Zieselierwerkstatt. Er fiel dem Kaiser Alexander I. auf, der 1822 für seine Freilassung und seine Anstellung beim Bau der Isaakskathedrale sorgte.
1824 stellte Kowschenkow in der Kaiserlichen Akademie der Künste (IACh) das in ein einziges Kupferblech zieselierte Bild Christi vor. 1826 schuf er eine Bronze-Büste Alexanders I. 1827 stellte Kowschenkow Grigori Wolkonskis Porträt für dessen Epitaph her. 1834 wurde er von der IACh zum Freien (nichtklassischen) Künstler für Formen und Zieselieren ernannt. Dies war verbunden mit dem Vorschlag, aus staatlichem Kupfer nach einer Zeichnung Konstantin Thons drei Kandelaber für die Kirche der IACh zu gießen, von denen einer unentgeltlich sein sollte.
Kowschenkows Sohn Iwan Fjodorowitsch Kowschenkow (1824–1898) war ebenfalls Bildhauer.